# 피시군

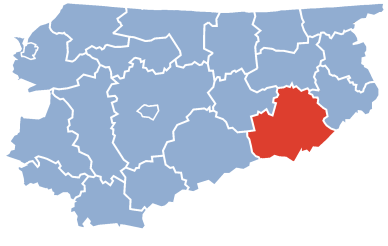
바르미아마주리주 지도에 표시된 피시군의 위치

피시군(폴란드어: powiat piski)은 폴란드 바르미아마주리주에 위치한 군으로 군청 소재지는 피시이며 면적은 1,776.17km2, 인구는 57,553명(2006년 기준), 인구 밀도는 32명/km2이다.
북쪽으로는 기지츠코군, 동쪽으로는 에우크군, 포들라스키에주 그라예보군, 남쪽으로는 포들라스키에주 콜노군, 마조프셰주 오스트로웽카군, 서쪽으로는 슈치트노군, 북서쪽으로는 므롱고보군과 접한다. 4개 지방 자치체(4개 도시형 농촌)를 관할한다.

군기
군 문장